# إد ماير (لاعب كرة قاعدة)
إد ماير (بالإنجليزية: Ed Mayer)‏ هو لاعب كرة قاعدة أمريكي، ولد في 16 أغسطس 1865 في مارشال في الولايات المتحدة، وتوفي في 15 مايو 1946 في شيكاغو في الولايات المتحدة.

## وصلات خارجية
- إد ماير (لاعب كرة قاعدة) على موقعبيزبول رفرنس.كوم (الدوري الرئيسي) (الإنجليزية)